# Dylan McGrath
Dylan Thomas McGrath (Dublin, 4 augustus 1977) is een Ierse chef-kok en restauranteigenaar. Hij was de eigenaar van het voormalige Michelinster-winnende Mint Restaurant in Dublin. Hij heeft onder meer meegewerkt aan de tv-programma's Guerrilla Gourmet en The Pressure Cooker.

## Jonge jaren
McGrath werd geboren in het Rotunda Hospital in Dublin, maar kwam feitelijk te wonen in Carlow. Toen hij zes was verhuisde het gezin naar de Falls Road in West-Belfast waar hij opgroeide. Na de lagere en middelbare school doorlopen te hebben ging hij naar het "Portrush Catering College" en het "Belfast Institute". Hij had weinig discipline en geen lust in boekenwerk, maar zijn resultaten achter het fornuis waren opmerkelijk.
McGrath heeft geen idee wat hem er toe bracht zijn heil in het koken te zoeken. Van huis uit werd hij niet gestimuleerd. In die periode (The Troubles) was overleven veel belangrijker dan luxe eten. Koken bood echter wel de kans om uit Belfast weg te trekken.

## Carrière
Zijn eerste baan was in de Jury's Inn in Belfast. Daar werd McGraths buitengewone vaardigheden en leiderschapskwaliteiten snel onderkend. Binnen enkele weken werd hij gepromoveerd en kreeg de leiding over tien andere koks. McGrath zelf was verrast door deze promotie en pas daardoor realiseerde hij zich zijn talent.
Teneinde zijn talenten in het juiste perspectief te zetten, vertrok McGrath in 1998 naar Roscoff Restaurant. Op dat moment was dat het enige Noord-Ierse restaurant voorzien van een Michelinster. Dit was de eerste echte introductie van McGrath in de culinaire wereld en de daarbij horende werkethiek op topniveau. Na een jaar vertrok hij naar Dublin op te werken in het Peacock Alley Restaurant, een ander restaurant met Michelinster. Hier zag hij met eigen ogen hoe de Ieren meer geïnteresseerd raakten in kwaliteitsvoedsel. Onvermoeibaar werkte hij hier om zijn dorst naar kennis te lessen. Om zijn horizon te verbreden trok hij vervolgens naar Engeland. Daar ging hij in Reading aan de slag bij L'Octolan Restaurant van John Buton Race. Hier gaf hij zich helemaal over aan het werk en leerde wel heel veel over het belang van proeven en de compositie van schotels.
In 2002 keerde McGrath terug naar Dublin. Daar ging hij werken in het sterrenrestaurant The Commons Restaurant van zijn oude vriend Aiden Byrne. Passie en ambitie dreven hem echter spoedig terug naar Londen. Terug in Londen ging hij aan de slag in Chelsea, in Tom Aikens Restaurant. Sterrenchef Tom Aiken herkende passie, ambitie en talent in hem en zette hem aan het werk op de brood- en banketafdeling. Aiken liet McGrath op zijn tenen lopen en verplaatste hem steeds naar andere keukenstations. Tegen de tijd dat hij vertrok was hij gepromoveerd tot chef-kok. Hier leerde hij veel over nederigheid en details van het voedsel.
McGrath keerde in 2006 terug naar Dublin om chef-kok te worden van het Mint Restaurant. Dit keer werkte hij niet voor een ander maar voor zichzelf. McGrath werkte mee aan het programma Guerrilla Gourmet, dat uitgezonden werd door RTÉ One begin 2008. De kern van het programma was dat professionele chef-koks tijdelijke "guerrilla restaurants" opzetten op ongewone locaties naar eigen keuze. McGrath werkte mee aan de zesde en laatste episode van dit programma. Hij koos een donkere kamer in het "Royal Hospital Kilmainham" als zijn tijdelijke restaurant. Eén week na de opname van deze uitzending kreeg hij een Michelinster toegekend. De status van sterrenrestaurant was echter onvoldoende om de kredietcrisis te overleven. In augustus 2009 was McGrath gedwongen Mint te sluiten.
In 2010 was Dylan McGrath weer terug met een restaurant: Rustic Stone Restaurant.

## Stijl
De stijl van koken van McGrath is die van een artiest. Hij heeft een voorkeur voor stevige smaken en stevige structuur. Hij brengt zijn eigen opvattingen en creativiteit in in de Ierse keuken. Daarnaast mag graag het voedsel opdienen in totale duisternis, zodat de gasten "hun smaakpapillen kunnen aanscherpen".